# Bahrajnská literatura

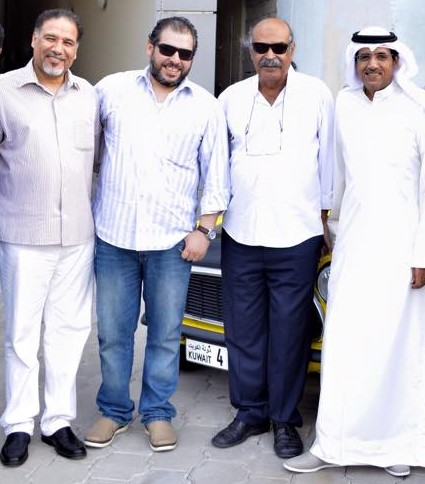
Čtyři bahrajnští básníci v roce 2015, zprava Eid al-Duwaich, Kásim Haddád, Saad al-Jásirí a Dáchil al-Chalífa

Bahrajnská literatura je soubor literárních děl, která byla složena či napsána obyvateli Bahrajnu, nejčastěji v arabštině, a zejména v její bahrajnské varietě. V tomto smyslu je bahrajnská literatura součástí širšího proudu arabského písemnictví. O samostatné bahrajnské literatuře lze hovořit nejvýrazněji od roku 1971, kdy země získala samostatnost. Tradice literatury v oblasti nicméně sahá až do předislámských časů a Bahrajn byl po staletí ovlivňován především básníky z Arabského poloostrova a k průlomu došlo až na počátku 20. století. K významným raným tvůrcům patřili Šajch Ibrahím ibn Muhammad al-Chalífa, romantický a národně orientovaný Šajch Muhammad ibn Ísá al-Chalífa či sociálněkritický Abd ar-Rahmán Rafíja, první z propagátorů tvorby v místních dialektech. V roce 1969 pak byl založen Svaz bahrajnských spisovatelů.
Zejména v poezii sice i ve druhé polovině 20. století přežívalo ovlivnění klasickou arabštinou a tradičními způsoby psaní, od 70. let však bylo možné pozorovat šířící se snahu o modernizaci a experiment, často v návaznosti na Rafíju. Kásim Haddád, patrně nejpopulárnější bahrajnský básník, se svou tvorbou přihlásil k modernistickému odmítnutí staršího patosu, vážnosti a hrdinské stylizace a ve verších ironicky a kontemplativně zachycoval tíhu každodenního života. Častým zdrojem básnické obraznosti však zůstává zemědělství a texty tematizují datlovníky či studny.
V oblasti prózy se ve druhé polovině 20. století rozvíjela nejrychleji povídková tvorba. Přechod k moderním žánrům byl umožněn a akcelerován na jedné straně vzestupem literárních časopisů a literárních klubů (prvním významným vydavatelem se stal Abdalláh al-Zaíd), na druhé straně rychlými společenskými změnami souvisejícími s přílivem bohatství po zahájení těžby ropy. Jako významní tvůrcové povídkového žánru bývají uváděni Abd al-Kádir Akíl, Alí Abdalláh Chalífa nebo Amín Sálih. Většina povídkářů se posléze stala také autory románů. Abd al-Málik psal romány od 80. let; jeho třetí dílo, Salílim al-hawá (Vzdušné schodiště), je popisováno jako temné dílo psychologického realismu. Nejplodnějším romanopiscem se stal Alí Abdalláh Chalífa, který za své realistické texty o boji za nezávislost a stávkách zaměstnanců strávil šest let ve vězení. Moderní bahrajnské drama se také obrátilo k tématu středu tradičního světa a patriarchálních hodnot a touhy nastupující generace po sociální spravedlnosti, přičemž vyústěním bývá často rozkmotření jedince s rodinou či vlastí. Sociálními třenicemi mezi bohatými nadřízenými a stávkujícími podřízenými se zabývá hra Al-Aníd (Stálý), napsaná v 70. letech Sultánem Sálimem.
Od 50. let 20. století stále častěji vzniká též bahrajnská literatura psaná ženami. První prozaickou vlaštovkou byla v roce 1955 povídka „Tawáhá l-nisján“ (Spolklo ji zapomnění), kterou Múza al-Zajd publikovala v deníku al-Watan. K mladším autorkám, které se ve svých textech pokusily o odklon od patriarchálních tradic a zdůraznění role žen v tomto přerodu, patří Fawzijja Muhammad al-Sanadí. Již mezi lety 1925 a 1985 tvořily ženy šestinu bahrajnských básníků. K významným jménům se zařadily Fawzijja al-Sindi, Fatima al-Tajtun, Fathija Ajlan, a především Hamda Chamis. Iman Asiri sepsala první bahrajnskou báseň v próze a její sbírka Hadhi ana al-kubbara (Zde jsem já, skřivan) vyšla v roce 1982. Od 90. let začala působit nová generace básníků (Lajla al-Sajed, Ali al-Džalawi, Hessa Buanain a další). Část z nich však vzhledem ke střetům s režimem musela ze země odejít a působí v exilu.